# Paracaesio waltervadi
Paracaesio waltervadi là một loài cá biển thuộc chi Paracaesio trong họ Cá hồng. Loài này được mô tả lần đầu tiên vào năm 1992.

## Từ nguyên
Từ định danh waltervadi được ghép từ Walters và âm tiết trong tiếng Latinh là vadum ("nông, cạn"), hàm ý đề cập đến vị trí phát hiện loài cá này.

## Phân bố
P. waltervadi hiện chỉ được biết đến tại cụm núi ngầm Walters nằm ở phía nam đảo quốc Madagascar, được thu thập ở độ sâu khoảng từ 18 đến 40 m.

## Mô tả
Chiều dài cơ thể (tiêu chuẩn) lớn nhất được ghi nhận ở P. waltervadi là gần 43 cm.